# FK Be1
El FK Be1 es un equipo de fútbol de Jonava, Lituania que juega en la 1 Lyga, la segunda división nacional.

## Historia
La Academia Nacional de Fútbol Be1 se creó en 2006.
En 2012 se inscribió en la 1 Lyga y en esa temporada acabarían en sexta posición. Al término de la temporada, los directivos de la NFA decidieron jugar en la tercera división lituana.
En 2013 el club compitió en 2 Lyga (3.ª división) y al término de la primera vuelta ocupaba la 3.ª posición de la liga pero el club se retiró a mitad de temporada y el FC Stumbras se hizo cargo de su licencia, quien finalizó primer lugar.
En 2017, FK NFA volvió a inscribirse nuevamente para jugar en la 2 Lyga, ganó el primer puesto y consiguió el ascenso a la 1 Lyga.
En 2018 el club debutó en la 1 Lyga, el segundo nivel del fútbol lituano. NFA significa Academia Nacional de Fútbol, y este equipo representó a esta organización. El club participó en competiciones sin necesidad de licencia para otros clubes de fútbol.
En 2018, en la 1 Lyga el club alcanzó la 10.ª posición. Después de la temporada, la NFA iba a ser reestructurada y el equipo desapareció.

### Be1 NFA
En 2019, la administración de la academia pasó de la LFF (Federación de Fútbol de Lituania) a la Kauno Futbolo Akademija (Be1SC) y la NFA pasó a llamarse Be1 NFA.
En 2021 se formó un equipo y jugó en la 2 Lyga.
El 15 de junio de 2022 en el torneo de la Copa LFF perdieron el partido contra el FC Džiugas Telšiai.
En 2021, fue segundo en la 2 Lyga y tiene derecho a participar en la 1 Lyga.

## Estadio
Be1 NFA Stadium es un estadio de Be1 NFA ubicado en Kaunas, Lituania. El estadio se utiliza principalmente para partidos de fútbol y es el estadio local de FK Kauno Žalgiris, FC Stumbras y otros equipos a principios de la primavera, más tarde en las temporadas de otoño e invierno. Y para be1 NFA este estadio es para todos los partidos en casa.

## Entrenadores
- Pablo Ríos Freire (julio 2021-2023)
- Miguel Machado (2023-2024)
- Luis Manuel Hernandez Martin (2024)
- Edmundas Pukys (2025)
- Mikołaj Raczyński (2025-)